# Vučko
Vučko je bio olimpijska maskota Zimskih olimpijskih igri u Sarajevu 1984. Osmislio ga je slovenski slikar Jože Trobec. Maskota predstavlja vuka.
Izabran je putem natječaja na koji se prijavilo 836 sudionika. Bio je uvršten među konačnih šest  prijedloga za maskotu koji su uključivali snježnu grudu, divokozu, lasicu, janje i ježa. Čitatelji raznih novina i časopisa mogli su kasnije glasati za konačnu maskotu. U konačnoj anketi Vučko je dobio više glasova nego preostali prijedlozi zajedno.